# Vimmelbok
En vimmelbok är en särskilt typ av bilderbok. Vimmelböcker är vanligtvis storformatiga och (nästan) ordlösa. Varenda dubbelsida visar ett landskap som myllrar av olika detaljerade scener, ofta tagna ur vardagslivet.
Vimmelböckernas klassiska målpublik är småbarn från och med cirka 18 månaders ålder. De är också populära bland barn i grundskoleåldern och används till och med som hjälpmedel för språkundervisningen hos vuxna, eftersom bilderna funkar som en kreativ utgångspunkt för att beteckna, beskriva och berätta deras innehåll. Av Richard Scarrys vimmelböcker har många givits ut med engelska ordförklaringar, anpassad för en språkstuderande ungdom.